# Portlandi Művészeti Intézet
A Portlandi Művészeti Intézet az Amerikai Egyesült Államok Oregon államának Portland városában működő profitorientált (röviddel bezárása előtt nonprofit) felsőoktatási magánintézmény volt. A The Art Institutes tagintézménye 2017-ig az Education Management Corporation tulajdonában volt, majd eladták a pünkösdista Dream Center Educationnek, amely 2018 végén a hálózat 18 intézményével együtt megszüntette.

## Története
Az 1963-ban Norma és Donald Bassist által alapított Bassist divatiskolát 1997-ben megvásárolta az Education Management Corporation (EDMC). Az új intézményben a tanévet négy negyedévre osztották; az oktatás nyáron is folyt, így a négyéves képzést három év alatt is el lehetett végezni.
Az intézményt az Északnyugati Főiskolák és Egyetemek Bizottsága akkreditálta.
2017. március 3-án az EDMC bejelentette, hogy az intézményhálózatot eladják a Dream Center Foundationnek, a tranzakció október 17-én zárult le. 2018. július 2-án a személyzetet tájékoztatták, hogy az iskola december 31-én bezár.

## Kampusz
A portlandi Gyöngynegyedben fekvő épületben számítógéptermek, valamint videó- és hangstúdiók is voltak. A Marcia Policar galéria a hallgatók és a térség művészeinek alkotásait is kiállította.

## Fordítás
- Ez a szócikk részben vagy egészben  az   Art Institute of Portland című angol Wikipédia-szócikk ezen változatának fordításán alapul.  Az eredeti cikk szerkesztőit annak laptörténete sorolja fel. Ez a jelzés csupán a megfogalmazás eredetét és a szerzői jogokat jelzi, nem szolgál a cikkben szereplő információk forrásmegjelöléseként.